# Gibbovalva civica
Gibbovalva civica är en fjärilsart som först beskrevs av Edward Meyrick 1914.  Gibbovalva civica ingår i släktet Gibbovalva och familjen styltmalar. Inga underarter finns listade i Catalogue of Life.